# Steve Folkes
Pas d'image ? Cliquez ici

a Compétitions nationales et continentales officielles uniquement.

b Matchs officiels uniquement.
Steve Folkes, né le 30 janvier 1959 à Sydney (Australie) et mort le 27 février 2018 dans la même ville, est un joueur et entraîneur australien de rugby à XIII.
Il est un des grands joueurs australiens de rugby à XIII des années 1970, 1980 et 1990, disputant plus de 200 rencontres de Championnat de Nouvelle-Galles du Sud avec le club des Canterbury Bulldogs entre 1978 et 1991, remportant le Championnat à quatre reprises en 1980, 1984, 1985 et 1988. Fort de ses performances en club, il dispute également le State of Origin qu'il remporte en 1986 avec la Nouvelle-Galles du Sud, et prend part au titre de la Coupe du monde à l'édition 1985-1988 avec l'Australie. Il connaît également un intermède en Angleterre avec Hull FC en 1989-1990.
Après sa carrière de joueur, il devient entraîneur et prend en main le club des Canterbury Bulldogs de 1998 à 2008. Après une finale perdue en 1998, il remporte la National Rugby League (NRL) en 2004, saison au cours de laquelle il est nommé meilleur entraîneur de la NRL. Il termine sa carrière en étant sélectionneur de l'équipe féminine d'Australie entre 2016 et 2018.

## Palmarès

### En tant que joueur
- Collectif :
  - Vainqueur de la Coupe du monde : 1985-1988 (Australie).
  - Vainqueur du State of Origin : 1986 (Nouvelle-Galles du Sud).
  - Vainqueur du Championnat de Nouvelle-Galles du Sud : 1980, 1984, 1985 et 1988 (Canterbury).
  - Vainqueur de la saison régulière du Championnat de Nouvelle-Galles du Sud : 1984 (Canterbury).
  - Finaliste du Championnat de Nouvelle-Galles du Sud : 1979 et 1986 (Canterbury).

### En tant qu'entraîneur
- Collectif :
  - Vainqueur de la National Rugby League : 2004 (Canterbury-Bankstown).
  - Finaliste de la National Rugby League : 1998 (Canterbury-Bankstown).

- Individuel :
  - Nommé meilleur entraîneur de la National Rugby League : 2004 (Canterbury-Bankstown).